# سن-آدلف، کبک
سَن-آدِلف  (به فرانسوی: Saint-Adelphe) قصبه‌ای در منطقه شهری مکیناک ناحیه موریسی در استان کبک کانادا است. در سرشماری سال ۲۰۱۱ این قصبه ۹۷۱ نفر جمعیت داشته‌است و مساحت آن ۱۳۵٫۳۵ کیلومتر مربع است.